# Julia Amoretti
Julia Amoretti (Montevideo, 14 de julio de 1935-3 de mayo de 2023) fue una actriz uruguaya de radio, teatro y televisión.

## Biografía
Realizó sus primeros pasos con Humberto Nazzari, trabajó como actriz de doblaje y comunicadora en radio, teatro y televisión. Se destacó  por su capacidad de imitar voces.
En canal 12 integró el elenco de El show del mediodía durante varios años, por ejemplo en segmentos como las Telecachadas. En la década de 1990 participó con su personaje de humor «Felisa» en el periodístico Caleidoscopio, conducido por María Inés Obaldía en canal 10.
En radio condujo junto a Luis Trochón el programa Algo de locura emitido por CX44 Radio Panamericana entre los años 1989 y 1992. También condujo posteriormente Un trato con Julia en CX44 Emisora del Siglo.
Fue docente de Teatro en varios institutos de Montevideo.
En 2013 recibió el Premio Alberto Candeau a la Trayectoria otorgado por la Sociedad Uruguaya de Actores.
Fue esposa del político socialista Guillermo Chifflet.

## Obras
Algunas de las obras de las que participó fueron:
- Seis personajes en busca de autor
- La ratonera
- El verano de la decimoséptima muñeca
- La casa de Bernarda Alba
- Crónica de la espera
- La pecera